# Stojanów (województwo dolnośląskie)
Stojanów – wieś w Polsce położona w województwie dolnośląskim, w powiecie zgorzeleckim, w gminie Pieńsk, nad Nysą Łużycką.

## Podział administracyjny
W latach 1975–1998 miejscowość położona była w województwie jeleniogórskim. Częścią miejscowości jest Stojanówek.